# Richard Edson
Richard Edson (New Rochelle, 1º gennaio 1954) è un attore e musicista statunitense.

## Biografia
È stato il primo batterista dei Sonic Youth dal 1981 al 1982 e successivamente dei Konk. Ha esordito al cinema con il regista Jim Jarmusch che lo ha scelto come uno dei protagonisti del film Stranger Than Paradise - Più strano del paradiso, nonostante Edson non avesse alcuna esperienza recitativa. Successivamente ha portato avanti una prolifica carriera cinematografica e televisiva da caratterista, vedendosi assegnare anche dei ruoli da protagonista.

## Filmografia parziale

### Cinema
- Stranger Than Paradise - Più strano del paradiso (Stranger Than Paradise), regia di Jim Jarmusch (1984)
- Cercasi Susan disperatamente (Desperately Seeking Susan), regia di Susan Seidelman (1985)
- Una pazza giornata di vacanza (Ferris Bueller's Day Off), regia di John Hughes (1986)
- Howard e il destino del mondo (Howard the Duck), regia di Willard Huyck (1986)
- Platoon, regia di Oliver Stone (1986)
- Walker - Una storia vera (Walker), regia di Alex Cox (1987)
- Good Morning, Vietnam, regia di Barry Levinson (1987)
- Otto uomini fuori (Eight Men Out), regia di John Sayles (1988)
- I maledetti di Broadway (Bloodhounds of Broadway), regia di Howard Brookner (1989)
- Fa' la cosa giusta (Do the Right Think), regia di Spike Lee (1989)
- Teneramente in tre (Eyes of an Angel), regia di Robert Harmon (1991)
- Oltre il ponte (Crossing the Bridge), regia di Mike Binder (1992)
- Posse - La leggenda di Jessie Lee (Posse), regia di Mario Van Peebles (1993)
- Super Mario Bros., regia di Rocky Morton e Annabel Jankel (1993)
- Per amore e per vendetta (Love, Cheat & Steal), regia di William Curran (1993)
- Strange Days, regia di Kathryn Bigelow (1995)
- Mister Destiny (Destiny Turns on the Radio), regia di James Orr (1995)
- Ho solo fatto a pezzi mia moglie (Picking Up the Pieces), regia di Alfonso Arau (2000)
- The Million Dollar Hotel, regia di Wim Wenders (2000)
- Troppo pazze... poco serie (Desperate But Not Serious ), regia di Bill Fishman (2000)
- Stursky & Hutch, regia di Todd Philipps (2004)
- Black Dynamite, regia di Scott Sanders (2009)

### Televisione
- L.A. Law - Avvocati a Los Angeles (L.A. Law) - serie TV, un episodio (1994)
- Chicago Hope - serie TV, un episodio (1995)
- E.R. - Medici in prima linea (ER) - serie TV, un episodio (1997)
- CSI: Miami - serie TV, un episodio (2003)

### Altro
- Colonna sonora del film Vortex (1982)
- Videoclip Anchor dei Cave In (2003)

## Doppiatori italiani
Nelle versioni in italiano delle opere in cui ha recitato, Richard Edson è stato doppiato da:
- Mino Caprio in Good Morning, Vietnam, CSI: Miami
- Massimo Lodolo in Una pazza giornata di vacanza
- Teo Bellia in Fa' la cosa giusta
- Sandro Sardone in Teneramente in tre
- Francesco Pannofino in Super Mario Bros.
- Luigi Ferraro in Strange Days
- Vittorio Guerrieri in Una maledetta occasione
- Massimo Rinaldi in The Million Dollar Hotel
- Vladimiro Conti in Starsky & Hutch
- Loris Loddi in Cold Case - Delitti irrisolti